# Sakai Daisuke
Daisuke Sakai (坂井 大将 (Phản-Tỉnh Đại-Tướng) Sakai Daisuke, sinh ngày 18 tháng 1 năm 1997 ở Nagasaki) là một cầu thủ bóng đá người Nhật Bản thi đấu cho Oita Trinita.

## Sự nghiệp đội tuyển quốc gia
Tháng 10 năm 2013, Sakai được chọn vào đội tuyển U-17 quốc gia Nhật Bản tham dự Giải vô địch bóng đá U-17 thế giới 2013. Anh thi đấu cả bốn trận và ghi một bàn thắng trước Tunisia. Tháng 5 năm 2017, anh được chọn vào đội tuyển U-20 quốc gia Nhật Bản tham dự Giải vô địch bóng đá U-20 thế giới 2017. Tại giải đấu này, anh thi đấu 2 trận ở vị trí tiền vệ phòng ngự.

## Thống kê câu lạc bộ
Cập nhật đến ngày 23 tháng 2 năm 2018.
| Thành tích câu lạc bộ | Thành tích câu lạc bộ | Thành tích câu lạc bộ | Giải vô địch | Giải vô địch | Cúp                   | Cúp                   | Tổng cộng | Tổng cộng |
| Mùa giải              | Câu lạc bộ            | Giải vô địch          | Số trận      | Bàn thắng    | Số trận               | Bàn thắng             | Số trận   | Bàn thắng |
| Nhật Bản              | Nhật Bản              | Nhật Bản              | Giải vô địch | Giải vô địch | Cúp Hoàng đế Nhật Bản | Cúp Hoàng đế Nhật Bản | Tổng cộng | Tổng cộng |
| --------------------- | --------------------- | --------------------- | ------------ | ------------ | --------------------- | --------------------- | --------- | --------- |
| 2014                  | Oita Trinita          | J2 League             | 0            | 0            | 1                     | 1                     | 1         | 1         |
| 2015                  | Oita Trinita          | J2 League             | 4            | 0            | 2                     | 0                     | 6         | 0         |
| 2016                  | Oita Trinita          | J3 League             | 11           | 0            | 2                     | 0                     | 13        | 0         |
| 2017                  | Oita Trinita          | J2 League             | 4            | 0            | 2                     | 1                     | 6         | 1         |
| Tổng cộng sự nghiệp   | Tổng cộng sự nghiệp   | Tổng cộng sự nghiệp   | 19           | 0            | 7                     | 2                     | 26        | 2         |